# Zacapa (miasto)
Zacapa – miasto na południowym wschodzie Gwatemali, w departamencie. Ośrodek administracyjny departamentu Zacapa. Według danych statystycznych z 2012 roku liczba mieszkańców wynosiła 57 536 osób. Miasto leży około 150 km na wschód od miasta Gwatemala, niedaleko od granicy z Hondurasem (około 40 km), położone nad dopływem rzeki Motagua na wysokości 120 m n.p.m.  
W mieście znajduje się stadion Estadio David Ordóñez Bardales, na którym swoje mecze rozgrywa lokalny klub piłkarski CSD Zacapa.

## Gmina Zacapa
Miejscowość jest także siedzibą władz gminy o tej samej nazwie, która jest jedną z dziesięciu gmin w departamencie. W 2010 roku gmina liczyła 69 655 mieszkańców. Gmina jak na warunki Gwatemali jest dość duża, a jej powierzchnia obejmuje 517 km².
Mieszkańcy utrzymują się głównie z rolnictwa (86%), handlu (4%), leśnictwa i usług. W rolnictwie dominuje uprawa kawy, tytoniu, kukurydzy i fasoli.
Klimat gminy jest równikowy. Według klasyfikacji Wladimira Köppena należy do klimatów tropikalnych monsunowych (Am), z wyraźną porą deszczową występującą od maja do października. Średnioroczna suma opadów wynosi 2740 mm. Duże opady oraz niskie położenie ponad poziom morza sprawiają, że wilgotność powietrza jest wysoka. Średnia temperatura zawiera się w przedziale pomiędzy 17 a 23ºC, natomiast maksymalne temperatury zawierają się między 30 a 45ºC.   Większość terenu pokryta jest dżunglą.